# Granátová skála
Granátová skála je klínovitý skalní výchoz v centrální části města Tábor na pravém břehu řeky Lužnice, v parku pod Kotnovem, pod zdmi ulice Na Parkánech, u kostela svatého Filipa a Jakuba. Je chráněná již od roku 1940 jako přírodní památka, správu vykonává Krajský úřad Jihočeského kraje. Podnět k ochraně podal táborský přírodovědec Antonín Hnízdo.

## Geologie
Migmatit, tvořící Granátovou skálu, vznikl ve dvou etapách, které lze rozeznat na základě odlišného zbarvení. Tmavé části jsou starší, zatímco světlejší úseky vznikly později. Obecně se předpokládá, že k vytvoření masivu vedl průnik horkého magmatu do původní rulové horniny. Ztuhlé magma se přitom projevilo světlými místy v jinak tmavém materiálu. Protože se ale starší a novější část horniny neliší ve svém chemickém složení, domnívá se geolog Petr Rajlich, že příčinou vzniku mohl být dopad meteoritu.

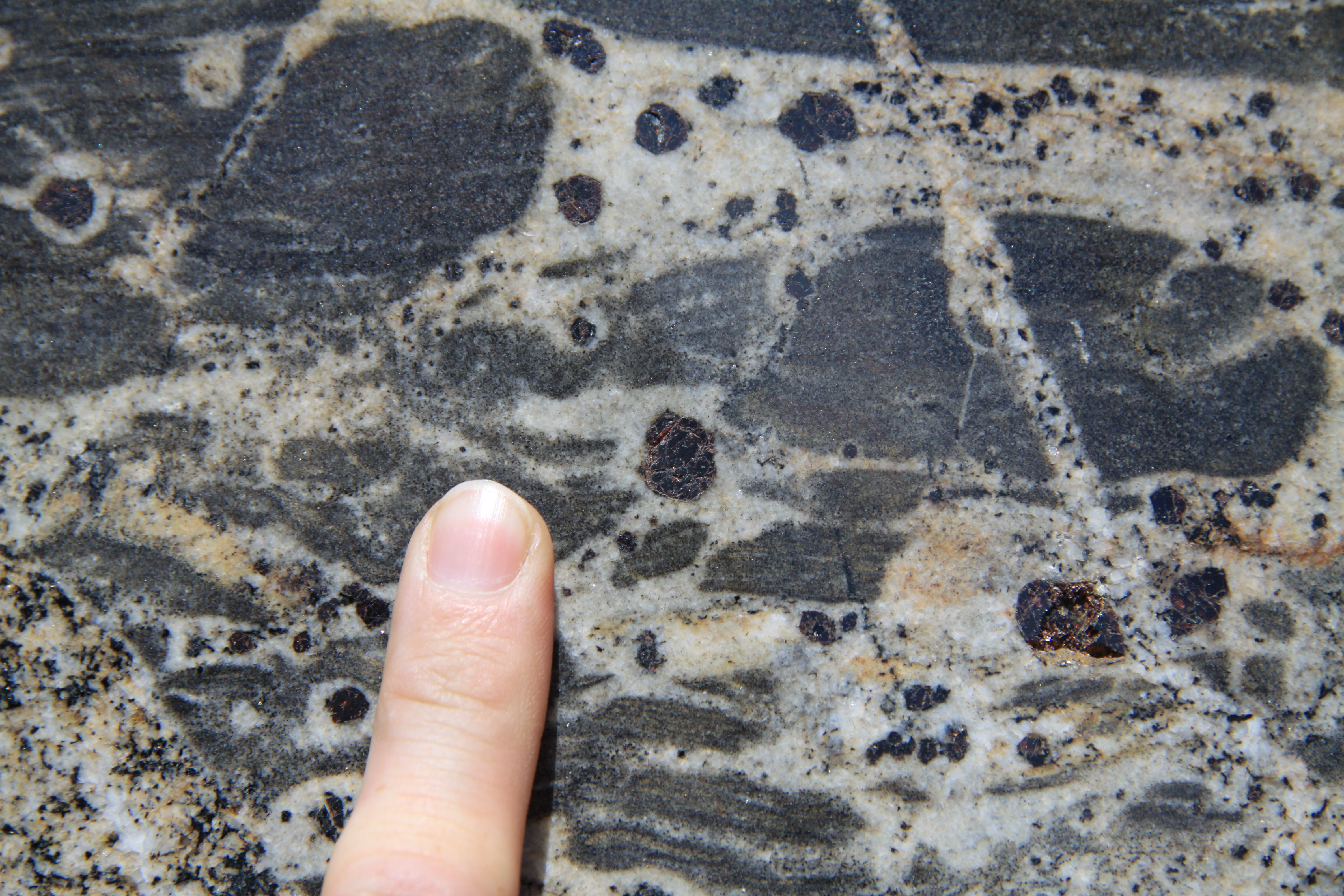
Detailní pohled na vyleštěnou část skály s granáty

Ve světlých místech jsou hojně obsažené krystaly granátů. Ty největší dosahují téměř velikosti vlašského ořechu, většina je ale drobnější. Jedná se o běžnější typ (almandin) a nikoliv známý, ale vzácnější pyrop, tedy tzv. český granát.

## Historie lokality

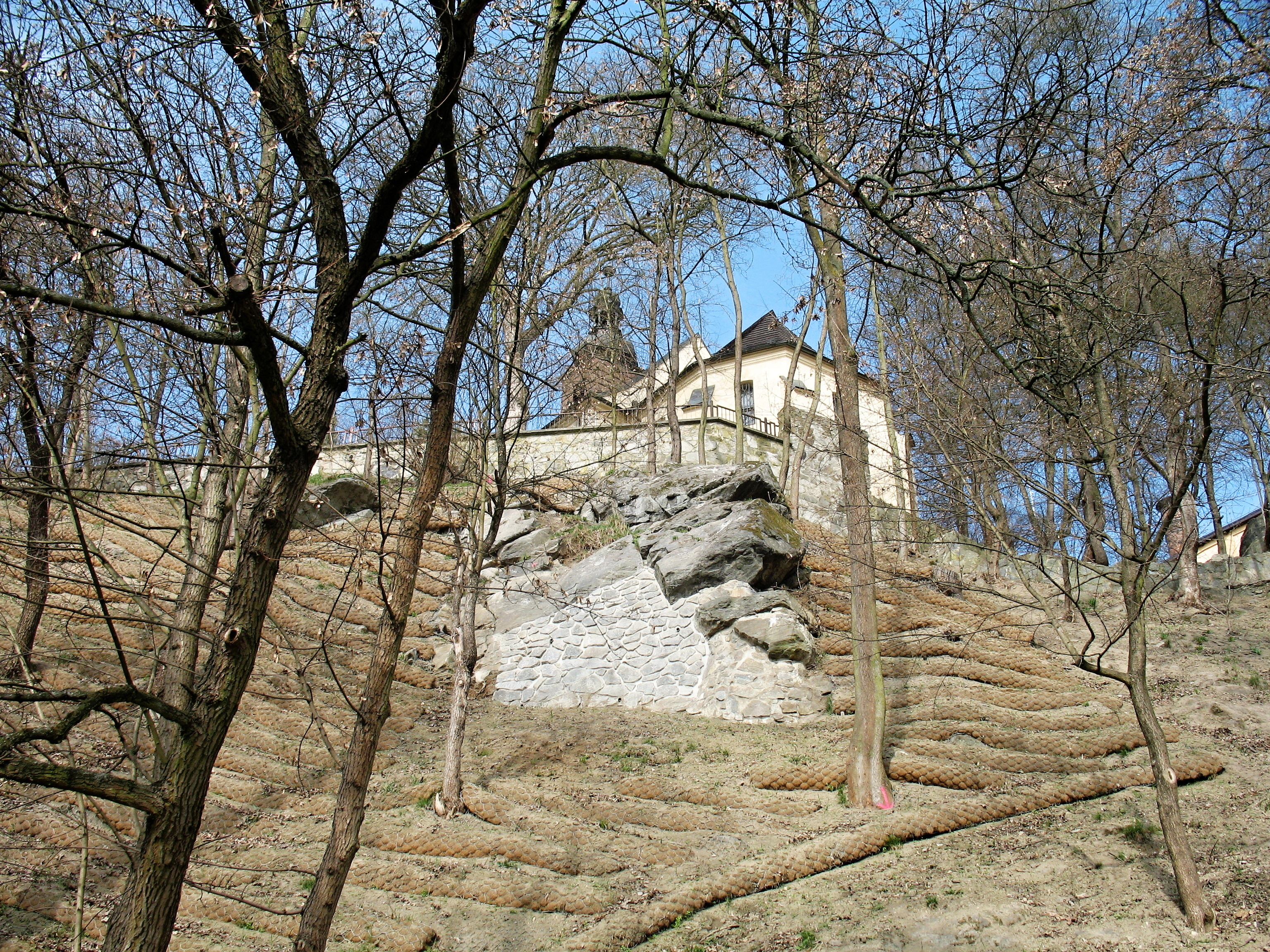
Svah mezi Granátovou skálou a kostelem svatého Filipa a Jakuba

Skála v současnosti dosahuje v odhalené části výšky 23 m a šířky asi 10 m. V minulosti však byla zřejmě výrazně větší a podle záznamů z 19. století se totožné výchozy nalézaly i na druhém břehu řeky. Velká část materiálu byla odtěžena a použita především k vydláždění starých táborských ulic, hornina ale posloužila i k výstavbě domů či patníků. Také mnohé krystalky granátů byly ze skály v době před její památkovou ochranou odebrané, jak ukazují prázdné jamky v hornině.